# Liste des monuments classés de Woluwe-Saint-Pierre
Cet article recense le patrimoine immobilier protégé à Woluwe-Saint-Pierre. Le patrimoine immobilier protégé fait partie du patrimoine culturel en Belgique.
|    | Le bien                                                          | Date de clas.                                 | Année     | Architecte                 | Style                                 | Adresse | Coordonnées                     | ID                                    | Photo |
| -- | ---------------------------------------------------------------- | --------------------------------------------- | --------- | -------------------------- | ------------------------------------- | --- | ------------------------------- | ------------------------------------- | ----- |
| 1  | Ancien atelier Wolfers                                           | 1er octobre 1998                              | 1906-1911 | E. Van Nooten              | Art nouveau                           | Avenue Roger Vandendriessche 28A - 28                                                                                               | 50° 50′ 07″ N, 4° 24′ 53″ E     | 2286-0030/0                           |       |
| 2  | Ancienne ferme Thielemans dite Auberge des Maïeurs et ses abords | 1er septembre 2005                            |           |                            | Noyau villageois                      | Rue Louis Thys 16 - 18, Parvis Saint-Pierre 1                                                                                       | 50° 50′ 15″ N, 4° 26′ 00″ E     | 2286-0006/0                           |       |
| 3  | Aubette de tram                                                  | 20 avril 2006                                 |           |                            | Éclectisme                            | Square Leopold II | 50° 50′ 11″ N, 4° 24′ 52″ E     | 2286-0012/0                           |       |
| 4  | Cèdre de l'Himalaya (Cedrus deodara)                             | 13 février 2003                               |           |                            | Arbre remarquable                     | Avenue des Touristes 45 | 50° 50′ 19″ N, 4° 27′ 25″ E     | 2286-0039/0                           |       |
| 5  | Copalme d'orient (Liquidambar orientalis)                        | 10 mars 2005                                  |           |                            | Arbre remarquable                     | Avenue de l'Escrime 65 | 50° 50′ 15″ N, 4° 27′ 34″ E     | 2286-0046/0                           |       |
| 6  | Cure de l'église Saint-Pierre                                    | 4 mars 2004                                   | 1724-1784 |                            | Néo-classicisme                       | Petite Rue de l'Église 2 , Rue Jean Deraeck 47                                                                                      | 50° 50′ 18″ N, 4° 25′ 57″ E     | 2286-0044/0                           |       |
| 7  | Dêpot de trams et Musée du transport urbain bruxellois           | 29 novembre 2001 1er octobre 1998             | 1897-1908 |                            | Architecture industrielle, Éclectisme | Avenue de Tervueren 364B - 364, Rue du Leybeek 2                                                                                    |                                 | 2286-0029/1 2286-0029/0               |       |
| 8  | Église Saint-Pierre - chœur et tour                              | 19 février 2004                               |           |                            | Tour                                  | Parvis Saint-Pierre | 50° 48′ 12″ N, 4° 20′ 23″ E     | 2286-0043/0                           |       |
| 9  | Ensemble de maisons éclectiques                                  | 14 septembre 2000                             | 1900      | T. Eul                     | Éclectisme                            | Avenue de Tervueren 235 - 241 | 50° 50′ 20″ N, 4° 24′ 01″ E     | 2286-0034/0                           |       |
| 10 | Érable sycomore (Acer pseudoplatanus)                            | 27 mars 2014                                  |           |                            | Arbre remarquable                     | Avenue du Chant d'oiseau 88 | 50° 49′ 25″ N, 4° 24′ 49″ E     | 2286-0062/0                           |       |
| 11 | Érable sycomore (Acer pseudoplatanus)                            | 13 février 2003                               |           |                            | Arbre remarquable                     | Avenue du Haras 107 | 50° 49′ 45″ N, 4° 27′ 38″ E     | 2286-0037/0                           |       |
| 12 | Étangs Mellaerts                                                 | 18 novembre 1976                              |           |                            | Parc                                  | Avenue de Tervueren , Boulevard du Souverain, Avenue Marquis de Villalobar, Avenue General Baron Empain, Boulevard du Souverain 275 | 50° 49′ 40″ N, 4° 25′ 48″ E     | 2286-0004/0                           |       |
| 13 | Hêtre à feuilles laciniées (Fagus sylvatica var. laciniata)      | 13 juillet 2006                               |           |                            | Arbre remarquable                     | Avenue des Geraniums 21 | 50° 49′ 49″ N, 4° 24′ 49″ E     | 2286-0049/0                           |       |
| 14 | Hêtre pourpre                                                    | 28 mars 2013                                  |           |                            | Arbre remarquable                     | Square de la Quietude 7 | 50° 49′ 41″ N, 4° 24′ 43″ E     | 2286-0061/0                           |       |
| 15 | Hôtel de Lannoye                                                 | 26 mars 1992                                  |           |                            | Hôtel de maître                       | Avenue de Tervueren 120 , Rue de la Duchesse 13                                                                                     | 50° 50′ 17″ N, 4° 24′ 15″ E     | 2286-0007/0                           |       |
| 16 | Jardin du Palais Stoclet                                         | 13 octobre 2005                               | 1905-1911 | Josef Hoffmann             | Art nouveau                           | Avenue de Tervueren 279 - 281 | 50° 50′ 20″ N, 4° 24′ 01″ E     | 2286-0003/01                          |       |
| 17 | Le Parador                                                       | 7 septembre 2000                              |           |                            | Villa                                 | Avenue Louis Jasmin 297 | 50° 50′ 08″ N, 4° 26′ 51″ E     | 2286-0036/0                           |       |
| 18 | Magnolier de Soulange (Magnolia ×soulangeana)                    |                                               | 1905      |                            | Arbre Remarquable                     | Avenue Orban 22 | 50° 49′ 57″ N, 4° 27′ 11″ E     |                                       |       |
| 19 | Maison Art nouveau                                               | 22 décembre 2005                              | 1909      | Nicolas Pourbaix           | Art nouveau                           | Avenue de Tervueren 305 | 50° 50′ 05″ N, 4° 25′ 05″ E     | 2286-0031/0                           |       |
| 20 | Maison de maître Art nouveau                                     | 30 mai 2002                                   | 1899      | T. Eul                     | Art nouveau                           | Avenue de Tervueren 180 | 50° 50′ 14″ N, 4° 24′ 39″ E     | 2286-0013/1                           |       |
| 21 | Hôtel de Mademoiselle P. Eggerickx                               | 8 octobre 1998                                | 1912      | Fernand Conard             | Éclectisme                            | Rue Jean Gerard Eggericx 15 | 50° 50′ 15″ N, 4° 25′ 06″ E     | 2286-0032/0                           |       |
| 22 | Maison Gombert                                                   | 16 mars 1995                                  | 1933-1934 | Huib Hoste                 | Modernisme                            | Avenue de Tervueren 333 | 50° 50′ 03,2″ N, 4° 25′ 17,4″ E | 2286-0010/0                           |       |
| 23 | Maison Goffay                                                    | 19 septembre 1996                             | 1935      | Goffay                     | Modernisme                            | Avenue du Hockey 43 | 50° 49′ 50″ N, 4° 26′ 42″ E     | 2286-0027/0                           |       |
| 24 | Maison personnelle et atelier du peintre Émile Fabry             | 16 octobre 1997                               | 1902      | Émile Lambot               | Prémodernisme, Art nouveau            | Rue du Collège Saint-Michel 6 | 50° 50′ 04″ N, 4° 24′ 49″ E     | 2286-0025/0                           |       |
| 25 | Manoir d'Anjou (Château de Putdael)                              | 8 mai 2014                                    | 1800      |                            | Néoclassicisme, Château et jardin     | Avenue Alfred Madoux 53 | 50° 49′ 43″ N, 4° 26′ 54″ E     | 2286-0017/0                           |       |
| 26 | Palais Stoclet                                                   | 30 mars 1976 29 novembre 2012 9 novembre 2006 | 1905      | Josef Hoffmann             | Art nouveau                           | Avenue de Tervueren 279 - 281 | 50° 50′ 20″ N, 4° 24′ 01″ E     | 2286-0003/0 2286-0003/03 2286-0003/02 |       |
| 27 | Parc de Woluwe                                                   | 8 novembre 1972                               |           |                            | Parc                                  | Avenue de Tervueren, Rue du Bemel, Avenue Mostinck, Boulevard du Souverain, Avenue Xavier Henrard, Avenue des Franciscains          | 50° 50′ 20″ N, 4° 24′ 01″ E     | 2286-0002/0                           |       |
| 28 | Le Jardins des Franciscaines                                     | 29 octobre 1998                               |           |                            | Bois et parc forestier                | Clos du Soleil, Rue Francois Gay 202 - 274                                                                                          | 50° 50′ 14″ N, 4° 25′ 19″ E     | 2286-0016/0                           |       |
| 29 | Parc Parmentier                                                  | 17 décembre 1981                              |           |                            | Parc                                  | Avenue de Tervueren, Avenue Edmond Parmentier, Avenue des Orangers, Avenue des Chataigniers, Chemin de Ronde 378 - 396              | 50° 49′ 47″ N, 4° 26′ 13″ E     | 2286-0005/0                           |       |
| 30 | Propriété Blaton                                                 | 11 février 1999                               |           |                            | Parc                                  | Bovenberg 118 , Bovenberg 120 A , Boulevard de la Woluwe                                                                            | 50° 50′ 00″ N, 4° 26′ 00″ E     | 2286-0015/0                           |       |
| 31 | Propriété Crousse                                                | 6 mai 1993                                    |           |                            | Parc                                  | Rue Au Bois 11 , Clos des Chats0 , Rue Kelle0                                                                                       | 50° 50′ 07″ N, 4° 26′ 24″ E     | 2286-0009/0                           |       |
| 32 | Robinier (Robinia pseudoacacia)                                  | 13 février 2003                               |           |                            | Arbre remarquable                     | Drève de Nivelles 28a | 50° 49′ 46″ N, 4° 25′ 01″ E     | 2286-0042/0                           |       |
| 33 | Sapin du Colorado (Abies concolor)                               |                                               |           |                            | Arbre remarquable                     | Avenue du Polo 103 | 50° 49′ 58″ N, 4° 27′ 12″ E     |                                       |       |
| 34 | Villa Gosset                                                     | 10 mars 1994                                  | 1928-1929 | Adrien Blomme              | Art déco                              | Avenue de l'Horizon 21 - 23 | 50° 50′ 01″ N, 4° 25′ 05″ E     | 2286-0011/01 2286-0011/0              |       |
| 35 | Villa moderniste                                                 | 15 mai 2008                                   | 1937      | Yvan Blomme, Adrien Blomme | Modernisme                            | Avenue de Tervueren 292, Avenue du Val d'or 2                                                                                       | 50° 50′ 07″ N, 4° 25′ 33″ E     | 2286-0045/0                           |       |